# محمية وادي العلاقي

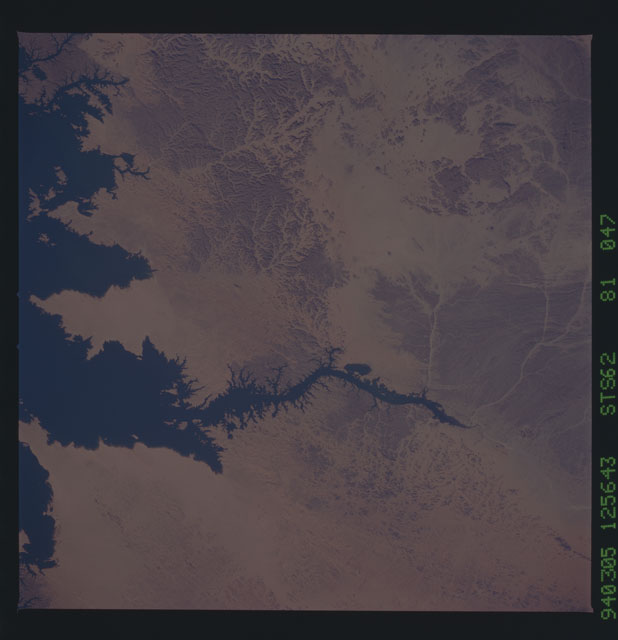
ملاحظات الأرض من رحلة STS-62

محمية وادي العلاقي بأسوان في مصر، هي محمية صحاري ومحيط حيوي، فوادي العلاقي من أكبر الأودية الجافة في الصحراء الشرقية، وكان ينبع من تلال البحر الأحمر وينصرف نحو النيل، وبعد بناء السد العالي وامتلاء بحيرة ناصر بالمياه، دخلت المياه وادي العلاقي وأصبح جزءاً من البحيرة، إلا أن مياه البحيرة انحسرت عن جزء كبير من هذا الوادي لانخفاض منسوبها.
وبالوادي تتوفر تربة خصبة ومرعى للحيوانات، ويعتبر وادي العلاقي مثلاً جيداً للأراضي الجافة إلا أنه يمثل بيئة غنية بالأنواع المختلفة للحياة النباتية، حيث تم تسجيل نحو 92 نوعاً من النباتات.